# شاباز محمد
شاباز محمد (انگلیسی: Shabazz Muhammad؛ زادهٔ ۱۳ نوامبر ۱۹۹۲) بازیکن بسکتبال اهل ایالات متحده آمریکا است.

## فعالیت ورزشی

### باشگاهی
از باشگاه‌هایی که در آن بازی کرده‌است می‌توان به بسکتبال مردان یوسی‌ال‌ای برونز و مینه‌سوتا تیمبرولوز اشاره کرد.